# Tom Nissalke
Thomas Edward Nissalke, detto Tom (Madison, 7 luglio 1932 – Salt Lake City, 22 agosto 2019), è stato un allenatore di pallacanestro statunitense, professionista nella ABA e nella NBA.

## Carriera
Ha guidato Porto Rico ai Giochi olimpici di Montréal 1976.

## Palmarès
- ABA Coach of the Year Award (1972)
- NBA Coach of the Year (1977)